# Jaula de Grillos
Jaula de Grillos - debiutancki album studyjny hiszpańskiego zespołu ska punkowego The Locos.
Do dwóch utworów pochodzących z płyty ("Algo Mejor" oraz "Resistiré") nakręcone zostały teledyski. Album odniósł duży sukces komercyjny w Hiszpanii, Niemczech oraz krajach latynoamerykańskich.

## Lista utworów
1. La Última Valla
2. Paleto Visión
3. Prepotencia Mundial
4. Algo Mejor
5. Madre Tierra
6. Condenados
7. Buscando Lios
8. Tradiciones
9. Malo Juanito
10. Como un animal
11. Resistiré

## Skład
- Pipi (Ricardo Degaldo de la Obra) - wokal
- Santi - gitara
- Coco - gitara basowa
- Hatuey - perkusja
- Ken - gitara
- Luis Fran - trąbka
- Javi - saksofon